# 腔骨類
腔骨類（學名：Coeloscleritophora）是一個已滅絕的多系動物類群，是下寒武紀小殼動物群化石中的常見成員，具有由霰石組成的中空硬骨片，且具有獨特的微觀結構。
腔骨類的骨片在演化上可能與軟體動物的外殼同源，且其中哈爾克殼屬（Halkieria）的化石和多板綱的外殼十分相似。然而，有學者提出數個理由對此關係表示懷疑，但其中多項質疑並不成立。
腔骨綱包含兩個類群：似楯殼螺目（Sachitida，包含哈爾克殼屬和威瓦西蟲屬等，後被新提出的哈瓦西蟲類取代）及開腔骨目（Chancelloriida）。埃迪卡拉紀的奧西亞蟲被一些學者認為是這兩個類群與其共同祖先在演化上的「中間環節」。